# Parti socialiste des travailleurs (Danemark)
Pour les articles homonymes, voir Parti socialiste des travailleurs et SAP.

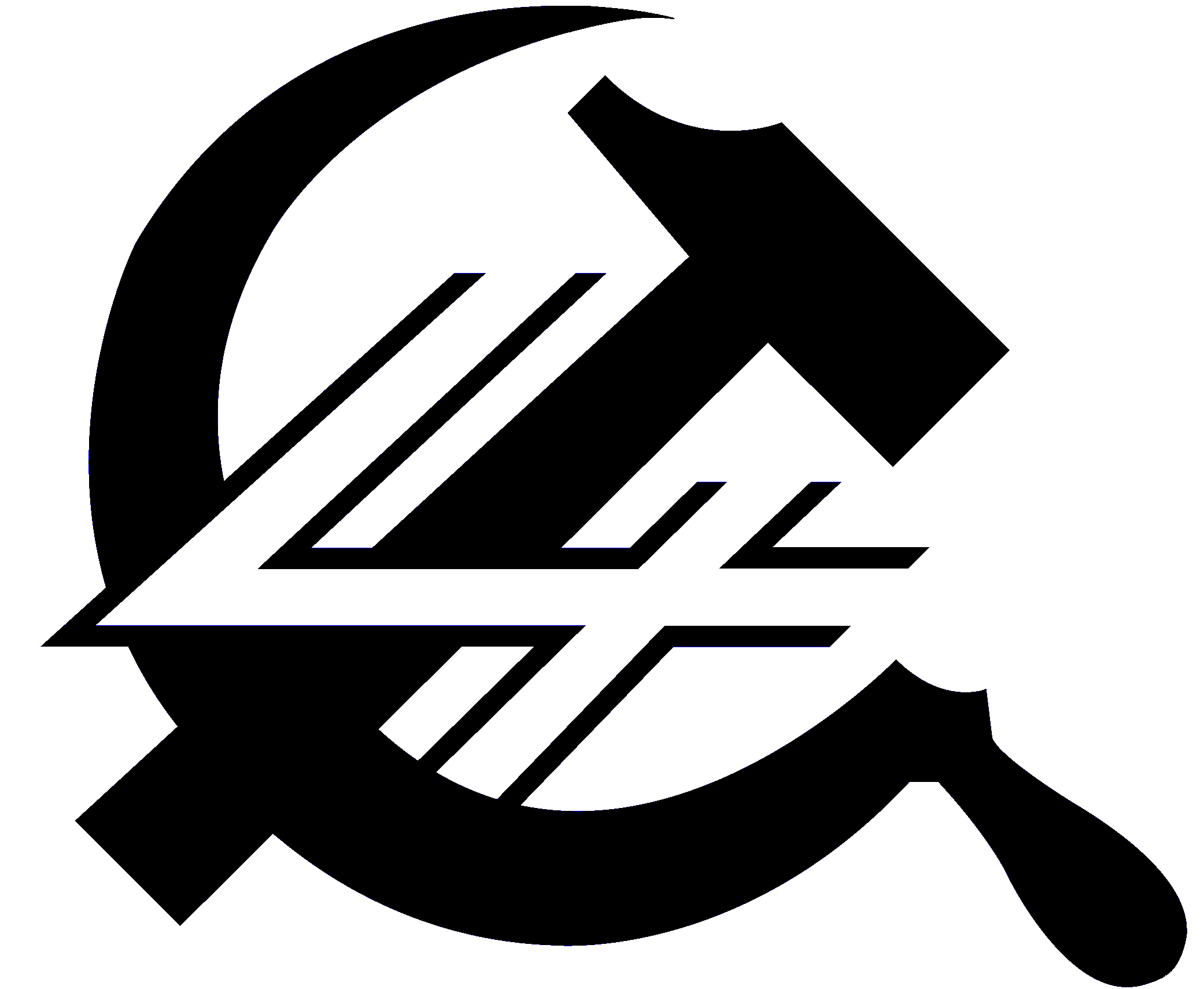
Logo de la Quatrième internationale communiste (Secrétariat unifié)

Le Socialistisk Arbejderparti (SAP ou Parti socialiste des travailleurs) est la section danoise de la Quatrième Internationale (SU).

Le SAP fut fondé en 1980 dans le prolongement du Revolutionære Socialisters Forbund (RSF), Ligue Socialiste Révolutionnaire.
Le SAP fut un des cofondateurs en 1989 de l'Alliance rouge et verte, (Enhedslisten), qui est représenté au Folketing (le parlement danois) dès 1994 avec 6 mandats.
Le SAP publie le journal mensuel, Socialistisk Information (SI).